# بوئینگ ۷۳۷ کلاسیک
بوئینگ ۷۳۷ کلاسیک (به انگلیسی: Boeing 737 Classic) یک مدل هواپیمای مسافربری باریک‌پیکر دوموتوره است که توسط شرکت بوئینگ ایالات متحده توسعه‌یافته و طی سال‌های ۱۹۸۱–۲۰۰۰ ساخته شده‌است. نخستین به‌کارگیرنده این هواپیما ساوت‌وست ایرلاینز بوده‌است. این هواپیما در ۲۴ فوریه ۱۹۸۴ میلادی نخستین پرواز خود را انجام داد. این دسته از هواپیماها از موتور سی‌اف‌ام۵۶ سری سه نیرو می‌گیرند. 